# Refraktometrija
Refraktometrija je određivanje indeksa loma svjetlosti. Obavlja se refraktometrom, mjerenjem kuta pod kojim se svjetlosna zraka lomi pri prijelazu iz istraživane tekućine u staklenu prizmu poznatog indeksa loma. Budući da je indeks loma otopina razmjeran njihovoj koncentraciji, refraktometrija služi i kao analitička tehnika za određivanje koncentracije šećernih sokova, voćnih sirupa, marmelada, masti u mlijeku, alkohola u alkoholnim pićima, za određivanje čistoće glicerola, mineralnih i eteričnih ulja, voskova, masti i tako dalje. Refraktometrija je također važna metoda za određivanje konstitucije organskih spojeva.

## Refraktometar
Refraktometar je mjerni instrument kojim se određuje indeks loma svjetlosti. Indeks loma može se odrediti i mjerenjem kuta otklona svjetlosne zrake kada ona prolazi prizmom od materijala kojemu se želi odrediti indeks loma. Tako je indeks loma određivao Ruđer Bošković na specijalnom vitrometru, kod kojega se mogao mijenjati kut loma prizme. Danas se upotrebljavaju refraktometri za tekućine i čvrste tvari kod kojih se iz izmjerenoga graničnoga kuta pri totalnoj refleksiji određuje indeks loma. Na tom su načelu načinjeni Abbeov refraktometar (za određivanje indeksa loma malih količina tekućine), refraktometar s prizmom za uranjanje (za određivanje indeksa loma većih količina tekućine), Pulfrichov refraktometar (za određivanje indeksa loma tekućine i čvrstih tvari). Indeks loma plinova određuje se iz pomaka interferencijskih pruga dviju koherentnih zraka svjetlosti koje prolaze kroz dvije kivete od kojih jedna sadrži plin poznatog indeksa loma, a druga plin kojemu se određuje indeks loma. Na tom načelu radi Rayleighov interferencijski refraktometar za plinove. Indeks loma ovisi o valnoj duljini svjetlosti pa se mjerenja provode monokromatskom svjetlošću ili su pak u refraktometru ugrađeni kompenzatori kojima se može mjeriti indeks loma za određenu valnu duljinu svjetlosti, obično za natrijevu D-liniju, upotrebljavajući bijelu svjetlost, ili s pomoću optičke rešetke za različite valne duljine.

## Indeks loma
Indeks loma (oznaka n) je bezdimenzionalna fizikalna veličina koja opisuje međudjelovanje svjetlosti i optički prozirne tvari, a definirana je kao omjer brzine svjetlosti u vakuumu c i brzine svjetlosti u tvari v, 
{\displaystyle n={\frac {c}{v}}}
Posljedica je promjene brzine svjetlosti promjena pravca njezina širenja pri prelasku iz jednoga optičkog sredstva u drugo. Što je indeks loma veći, veća je promjena pravca, odnosno veći je lom svjetlosti (refrakcija). Indeks loma može se s pomoću Snelliusova zakona odrediti iz geometrijskih odnosa kutova zraka svjetlosti prema površini sredstva u kojem dolazi do loma:
{\displaystyle {\frac {n_{2}}{n_{1}}}={\frac {\sin \theta _{1}}{\sin \theta _{2}}}={\frac {v_{1}}{v_{2}}}=}
gdje je: θ1 - upadni kut prema okomici na površinu sredstva, θ1 - kut loma, n1 - indeks loma optičkoga sredstva iz kojega svjetlost dolazi, a n2 - indeks loma optičkoga sredstva u koje svjetlost ulazi. Često se rabi relativni indeks loma, koji je jednak omjeru indeksa loma dvaju sredstava: 
{\displaystyle n_{r}=n_{21}={\frac {n_{2}}{n_{1}}}}
Svjetlost se u nekoj tvari širi brzinom:
{\displaystyle v={c \over {\sqrt {\mu _{r}\cdot \varepsilon _{r}}}}}
gdje je: εr - relativna dielektrična permitivnost tvari, a μr - relativna magnetska permeabilnost. Kako za relativnu magnetsku permeabilnost u optički prozirnom sredstvu vrijedi μr ≈ 1, proizlazi da indeks loma ovisi samo o relativnoj dielektričnoj permitivnosti: 
{\displaystyle n={\sqrt {\varepsilon _{r}}}}
Međutim, za mnoge tvari dolazi do odstupanja od toga izraza, zbog postojanja električnih dipola u dielektricima i ovisnosti relativne dielektrične permitivnosti o frekvenciji svjetlosti.
Indeks loma materijala je broj koji pokazuje koliko puta je brzina svjetlosti u nekoj sredini manja od brzine u vakuumu. Lom je najočiglednija manifestacija promjene brzine svjetlosti elektromagnetskog zračenja pri prelasku iz jedne sredine u drugu.
Indeks loma zavisi od frekvencije svjetlosti što se eksperimentalno pokazuje u pojavi spektra kada se zrak polikromatske (bijele) svjetlosti propusti kroz prizmu.
Indeks loma je važna osobina materijala i mjeri se pomoću refraktometra.